# Тодор Иванов (футболист)
Тодор Иванов  е  бивш български футболист, полузащитник. Легенда на Локомотив (Пловдив). Роден е на 22 февруари 1946 г. в Пловдив.

## Кариера
Играл е като полузащитник за Локомотив (Пловдив) в периода 1971 – 1980 г.
Вицешампион през сезон 1972/73 и Бронзов медалист през сезон 1973/74 с черно-белите. Има изиграни 237 мача за клуба, което го нарежда на 8-мо място във вечната ранглиста по този показател. Тодор Иванов има изиграни 10 мача с екипа на пловдивчани в турнира за Купата на УЕФА и 2 отбелязани гола.
За Б националния отбор има 1 изигран мач, за юношеския национален отбор до 21г. – 3 мача.
След приключване на състезателната си кариера изпълнява административна дейност в Локомотив (Пловдив).

## Успехи
Локомотив Пловдив
- Вицешампион (1 път) – 1972/73
- Бронзов медалист (1 път) – 1973/74